# Remi Fagard
Remi Fagard ('s Herenelderen, 12 maart 1932 - Genk, 1 april 2018) was een Belgisch notaris en voetbalbestuurder. Hij was voorzitter van voetbalclub KRC Genk van 1995 tot 1998.

## Biografie
Hij was van 1995 tot 1998 ook voorzitter van voetbalclub KRC Genk. Onder zijn bewind promoveerde de club van de Tweede klasse naar de Eerste klasse, werd ze vicekampioen en won ze de Beker van België.
Beroepshalve was Remi Fagard notaris. In 2003 droeg hij zijn notariaat over aan Herbert Houben, die later eveneens voorzitter van KRC Genk werd.
Fagard was ook betrokken bij het Genkse verenigingsleven. Hij was voorzitter van Rotary Genk, voorzitter van het Genker Amusementsorkest en bestuurder van de Koninklijke Harmonie Genk. Hij was ook lid van de Orde van den Prince Limburg. In 2003 was hij laureaat van de Nationele Orde van de Gulle Lach.